# Los Sims 2: Mansion y Jardines Accesorios

Su verdadero nombre es Los Sims 2: Mansiones y Jardines  (Accesorios) es el noveno pack y último de accesorios de la saga de Los Sims 2. Incluye unos 60 nuevos objetos. Este pack fue lanzado el 5 de noviembre de 2008 para la versión PC.

## Nuevos objetos
- Los elementos arquitectónicos incluyen paneles solares así como también nuevas puertas, ventanas, techos y rejas para construir la mansión de los sueños de tus Sims.
- Escoge entre una gran variedad de esculturas y fuentes para agregar un toque artístico a los patios de tus Sims.